# アンリ・ブラコノー
アンリ・ブラコノー（Henri Braconnot、1780年5月29日 - 1855年1月15日）は、フランス・コメルシー出身の化学者・薬剤師。
キチンやグリシンをはじめて単離した。
他の科学者によってニトロセルロースが開発される以前に、木綿や木材に硝酸を反応させxyloidineという爆発性物質を開発した。